# 加拿大印地安人寄宿學校系統

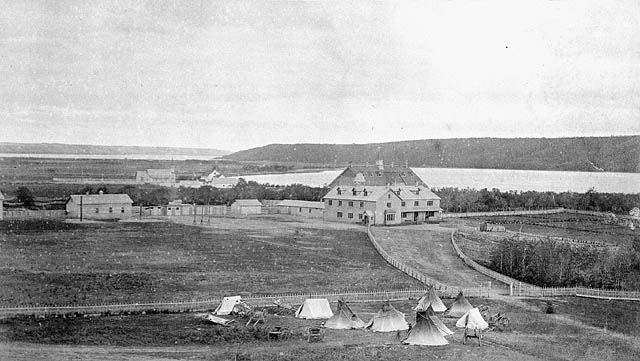
位於加拿大薩斯喀徹溫省的Qu'Appelle印地安人寄宿學校，攝於1885年

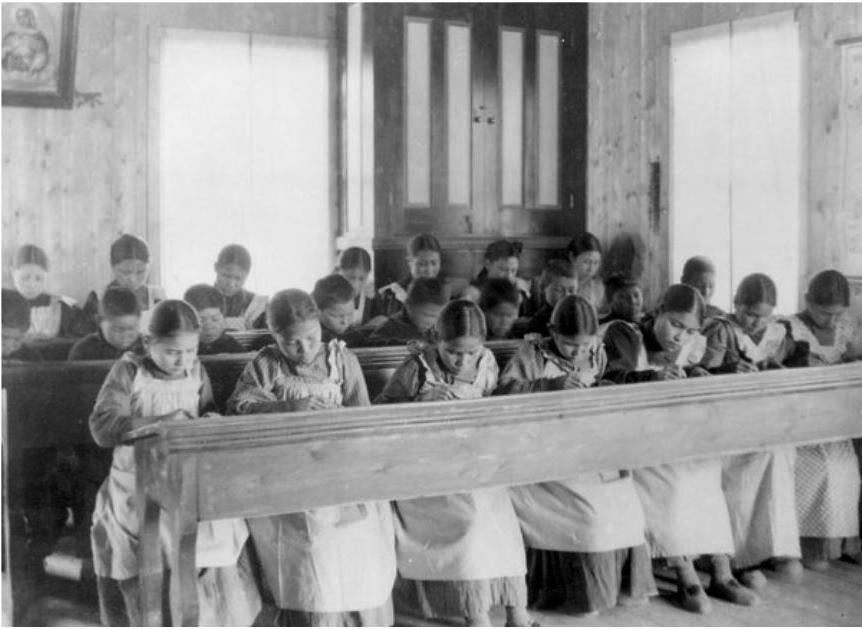
加拿大原住民學童於寄宿學校中讀書

加拿大印第安人寄宿学校系统 是一群專為加拿大境內原住民（Indigenous people；包括第一民族、梅蒂人、因纽特人）所設立的寄宿学校。該系統由加拿大政府的印地安及北方事務部資助並與基督教教堂合作管理。在1894年至1947年间，所有的加拿大印第安人儿童都被法律强制要求就读寄宿学校。
加拿大印地安人寄宿学校系统的创建目的與理念，表面上是幫助原住民兒童融入加拿大社会，並成為具有教育背景與投票權的公民。然而，對當時普遍充斥種族主義、文化清洗心態的政府，以及管理階層的基督教教會而言，其目的著重於消除原住民文化與信仰對兒童的影響，並以同化政策迫使兒童與父母分離，融入主流的加拿大文化。
在该系统施行的一百多年中，约有三成的原住民兒童（约150,000人）曾經被“安置”於寄宿学校中。:2–3而至少6000名學童在就學期間死亡。2021年当地酋长陆续发现了数个百人坑。
2022年7月，到訪加拿大的教宗方济各代表天主教会道歉。

## 历史

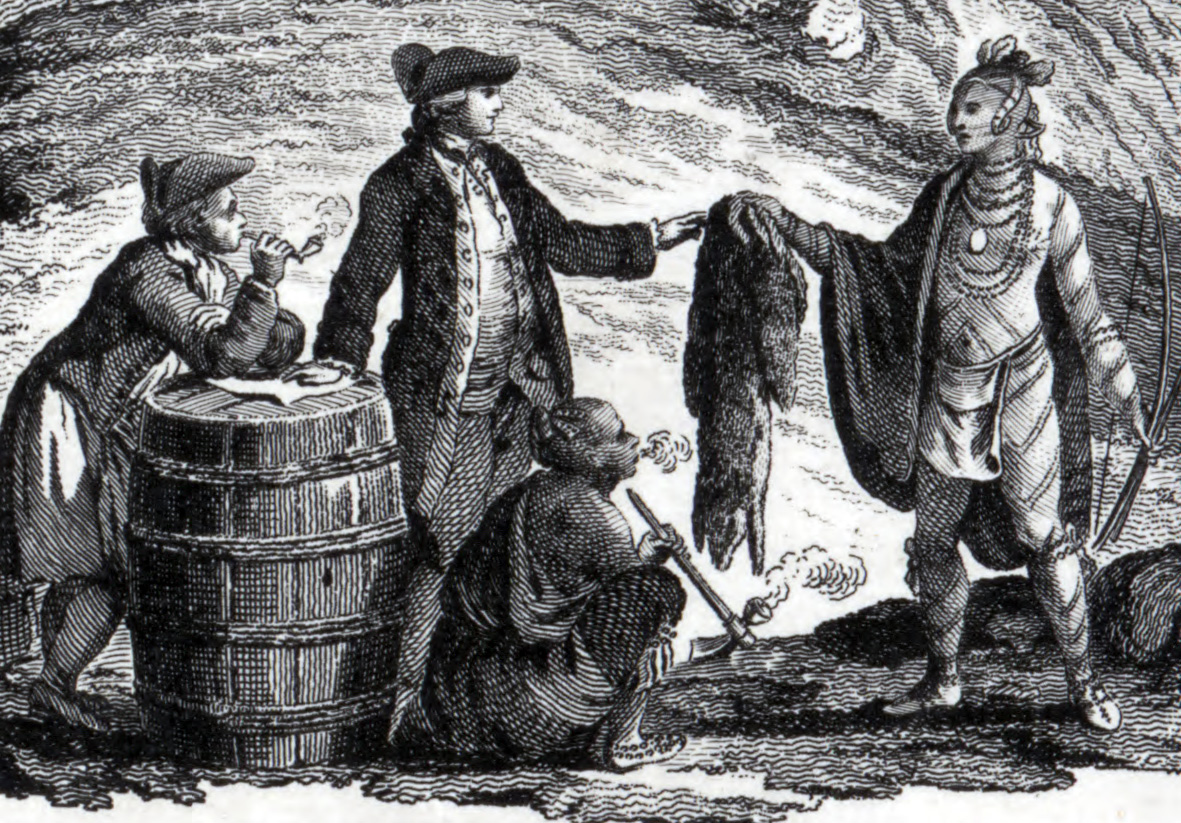
毛皮贸易商與北美殖民地(今加拿大)原住民進行交易，1777年

该系统在加拿大聯邦化前即確立，但主要經由聯邦成立後於1876年訂立的《印第安人法》獲得法律效力。該法在1884年的修訂中規定第一民族兒童須強制就學於日间学校，職業學校、或寄宿學校三者之一。但由於前兩者幾乎位於都市地帶，對於居處偏远的原住民族而言只有寄宿學校是可行的選擇。原住民寄宿学校通常故意設於距离部落遙遠的區域，以降低學童與原生家庭的互動可能性。印地安事務所專員曾表達，將學校遠離部落可减少家庭探勘兒童的機會，避免他們影響學童的「文明化」過程。在此同時，加拿大原住民的行動亦受通行證系統束縛，以該系統侷限原住民於印地安人保留區中。
初期的同化策略在法國殖民者於17世纪抵達北美新法蘭西殖民地開始。當時的原住民對於殖民者與其同化策略抱持反對，不願意交出自己的孩子，並視传教士為傳染疾病的散布者。因為原住民的反彈，以及初期殖民政府的動盪情形，Recollets、Jesuits和Ursulines等傳道會建立的印地安日間學校與寄宿學校多在1690年間停用。其他原因包括，當時法籍殖民者亦必須將教會資源分配給失去（法籍）父母的孤兒或棄兒，並同時希望與原住民維持良好的毛皮與武器貿易關係。:3:58–60
在17世纪的傳教同化策略失敗後，類似的教育方案直到1820年間才再度啟用，並受官方批准。這個時期最早建立的寄宿學校包括由英國國教派傳教士在紅河區域（Red River Colony；今曼尼托巴省）:50，以及新教传教士在今日安大略省區域所建立的學校。這些學校被用來傳授基督宗教與工作文化，鼓励原住民學童採納自给自足的農業生產活動，以确保、勸導他们畢業後不再回歸原来游牧生活。

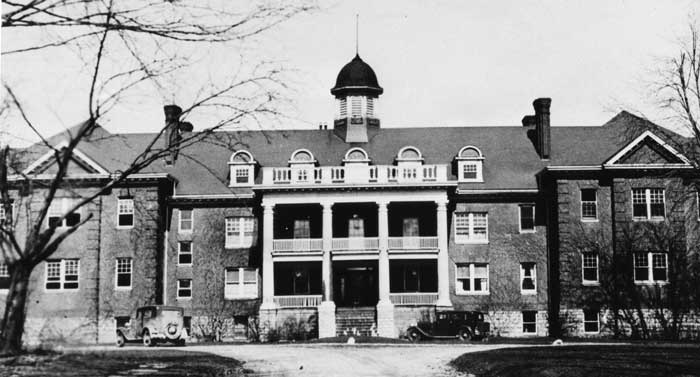
於今日安大略布兰特福德城的莫霍克印地安人寄宿學校（Mohawk Institute Residential School），1932年

虽然許多早期建立的學校營運時間不長，同化政策仍然持續。其中營運歷史最悠久的莫霍克印地安人寄宿學校（Mohawk Institute Residential School）於1834年啟用，建立於大河六國（Six Nations of the Grand River）原住民保留區（近安大略布兰特福德城），由英國國教会管理。該校創校初期只招收男童並為日間（非寄宿）學校，在四年後才改為印地安人寄宿学校並招收女学生，至1970年6月才正式關閉。
19世紀初期寄宿學校的興起，可歸咎於該時期（尤其於1812年战争後）英國殖民者在軍事上所受的威脅降低。當加拿大的殖民政府不再遭受美國入侵的威脅影響，原住民部落的立場從抗戰盟友，轉為阻撓殖民政府勢力的絆腳石。:3:73–75殖民政府更替換原住民事務處理官員，從知悉當地風俗文化的軍官，換成公務員代表。在19世紀末期，加拿大政府的印第安事务部（Department of Indian Affairs）正式鼓励寄宿学校系统的擴張，以作为整合原住民族融入歐洲移民種族的同化政策。
許多公營印地安人寄宿学校是由各种教派管理，其中大多数為罗马天主教。在1867年至1939年的官方紀錄中，寄宿学校的數目在1931年到達高峰，總共80間。其中有44間隸屬於罗马天主教會，21間屬於英格兰教会／加拿大聖公會，另有13間屬於加拿大联合基督教会以及2間长老会的寄宿學校。:682這些學校多利用已存在的教會校舍，由政府出資设施和維修經費，並由教会提供師資與课程规划。 因此，各教派的寄宿學校数量比例並不反映各派信仰在加拿大的普遍程度，而是反映各派傳教機構的盛行率。:683
加拿大政府于1996年关闭了位于萨斯喀彻温省的最后一所由联邦政府运营的原住民寄宿学校。

### 種族滅絕
對於加拿大原住民的同化政策早在帝国殖民主义時期扎根。這個強制的校系统从1828年第一所寄宿学校建成至1996年最后一所寄宿学校关闭，时间长达169年。殖民主義的表態包括殖民者透過欧洲世界觀、文化角度、以及用發現學說的角度佔領原住民土地。據加拿大真相与和解委员会（TRC）的报告解釋：「這些以歐洲文化與殖民者角度出發的論點背後，是殖民者視自己為文明代表，認為殖民能為蠻夷帶來文明」。意即，「文明的使命」是建構於殖民者的种族和文化优越感。」。印第安寄宿学印地安人寄宿學校對於原住民學童造成的創傷包括強制分離原生家庭，扼殺族語及先人文化，以及各種肢體攻擊和性虐待，並强制剝奪其原住民身分（以提供公民權的美名）。:50該政策倡導強制分離原住民幼童與家庭部落，在百年後由真相与和解委员会（TRC）歸類為文化种族灭绝的行徑，历史学家约翰·S·米羅伊（John S. Milloy）也表達該系统的目的等同於「抹殺孩子人格中的印地安文化認同」。:42印地安寄宿學校系统強調沉浸式的文化學習，多數学校禁止或嚴懲學童講母語或進行任何原住民信仰崇拜，以達成「教化」。學童被迫斷絕自己與家庭和文化的連結，並被強制說英语或法语。從寄宿學校畢業的原住民學生往往陷入既無法成功融入加拿大社會也無法回歸部落文化的處境。最終，此寄宿學校系統不可逆的破壞了原住民族文化和信仰的傳承。此後果被視為與近代原住民族日見頻繁的创伤后压力心理障碍、酗酒、药物滥用和高自殺率具有直接關係。
2008年6月11日，加拿大前总理斯蒂芬·哈珀公開為加拿大政府及下议院中的各聯邦領導人在過去對原住民族的種種迫害表達道歉。在總理發言的九天前，原住民成立真相與和解委员会（Truth and Reconciliation Commission），渴望政府正視並揭露關於寄宿學校的歷史與真相。該委員會經由公開與私人會議蒐集全國各地寄宿學校倖存者的宣言並在2008至2013年期間舉行七場全國性活動以纪念並倡導關於寄宿學校的歷史。TRC在2015年正式建立国家真相與和解中心，並出版多份報告，詳細紀錄倖存者的敘述與相關歷史文件。真相與和解委員會的報告認定原住民寄宿學校系统應被歸為一項種族文化灭绝的惡行。2018年，加拿大总理贾斯汀·特鲁多在纽芬兰对当地的原住民进行道歉，由于1949年以前纽芬兰不属于加拿大，所以前几届加拿大政府拒绝对纽芬兰的原住民寄宿学校发生的惨剧道歉。

## 2021加拿大原住民寄宿学校旧址发现坟墓
雖然從過去就一直有傳言，但进入2021年，各原住民部落积极着手进行对非正常死亡可能埋葬地的勘察工作，以使之前不被广泛承认的寄宿学校大规模非正常死亡得到社会认可。目前，已有两个不同原住民部落的酋长独立宣布在其各自主权所及的保留地内的寄宿学校遗址勘察到先前未知的大型埋葬地，其中科韦塞斯第一民族玛丽瓦尔印第安寄宿学校直到1997年才被关闭。
德甘柳斯苏斯瓦地
2021年5月27日，德甘柳斯苏斯瓦地酋长卡西米爾（Rosanne Casimir）宣布，他們在德甘柳斯苏斯瓦地（位于不列颠哥伦比亚省坎卢普斯市附近）的坎卢普斯印第安寄宿学校挖掘出百人坑，底下埋了215具孩童的遺骨，此次原住民寄宿学校旧址的215具儿童遗骸為過去紀錄所沒有的。
瑪麗瓦爾
2021年6月，在萨斯喀彻温省科韋塞斯73號保留地玛丽瓦尔，科韦塞斯第一民族表示在印第安寄宿学校旧址内发现大型无名坟场，內有751個無名墳墓，每個墳墓可能有不止一具遺骸。
圣尤金传教学校
2021年6月30日，在大不列颠哥伦比亚省克兰布鲁克市附近的圣尤金传教学校发现了有182具遗骸的无标记坟墓。据当地原住民团体“下惠特尼”（Lower Kootenay Band）新闻通报：“相信这182位死者的遗骸都来自克图纳萨部落。”

## 相關影视作品
- 《印第安马》
- 《擊出自由夢（英语：Indian Horse (film)）》，前者的改編電影

## 備註
1. ↑  「印地安（人）」一詞現今具有貶意與歧視意味，但為保留史實連貫性，官方及原住民族在敘述寄宿學校歷史時仍使用「印地安人寄宿學校」一詞。此詞的使用也強調了該時期對於加拿大原住民族的普遍歧視(不分為第一民族、因紐特人、梅蒂人)
2. ↑  在加拿大官方用語中Indigenous一字必須使用大寫"I" .[1]此寫法也用於加拿大真相與和解委員會（Truth and Reconciliation Commission）的文件以及聯合國原住民族權利宣言中。在英文書寫時，Indigenous若用以形容名族、文化、群體部落，必須如同European（歐洲人、歐洲的）和Canadian（加拿大人、加拿大的）等字，首字母使用大寫[2]
3. ↑  「倖存者（survivor）」一詞為TRC報告中的選定用詞，也是前總理史蒂芬·哈柏的公開道歉信（Statement of apology to former students of Indian Residential Schools）中所使用的詞彙[20]

## 外部連結
- How do I reach the 24 Hour Crisis Line? 的存檔，存档日期2021-05-31. Indian Residential School Survivors Society.
- National Centre for Truth and Reconciliation （页面存档备份，存于）
- A Lost Heritage: Canada's Residential Schools. CBC Digital Archives.
- The Legacy of the Residential School System in Canada: A Selective Bibliography (August 2009) - Library and Archives Canada The Legacy of the Residential School System in Canada: A Selective Bibliography (2009-08). Library and Archives Canada.